# Pförtnerhaus der Nordwolle
Das Pförtnerhaus der Nordwolle mit dem ehemaligen Nordtor ist ein Baudenkmal in Delmenhorst. Das Bauwerk an der Pappelstraße 1 A, wurde um 1885 beim Haupttor der Nordwolle (NW&K) gebaut.

## Geschichte

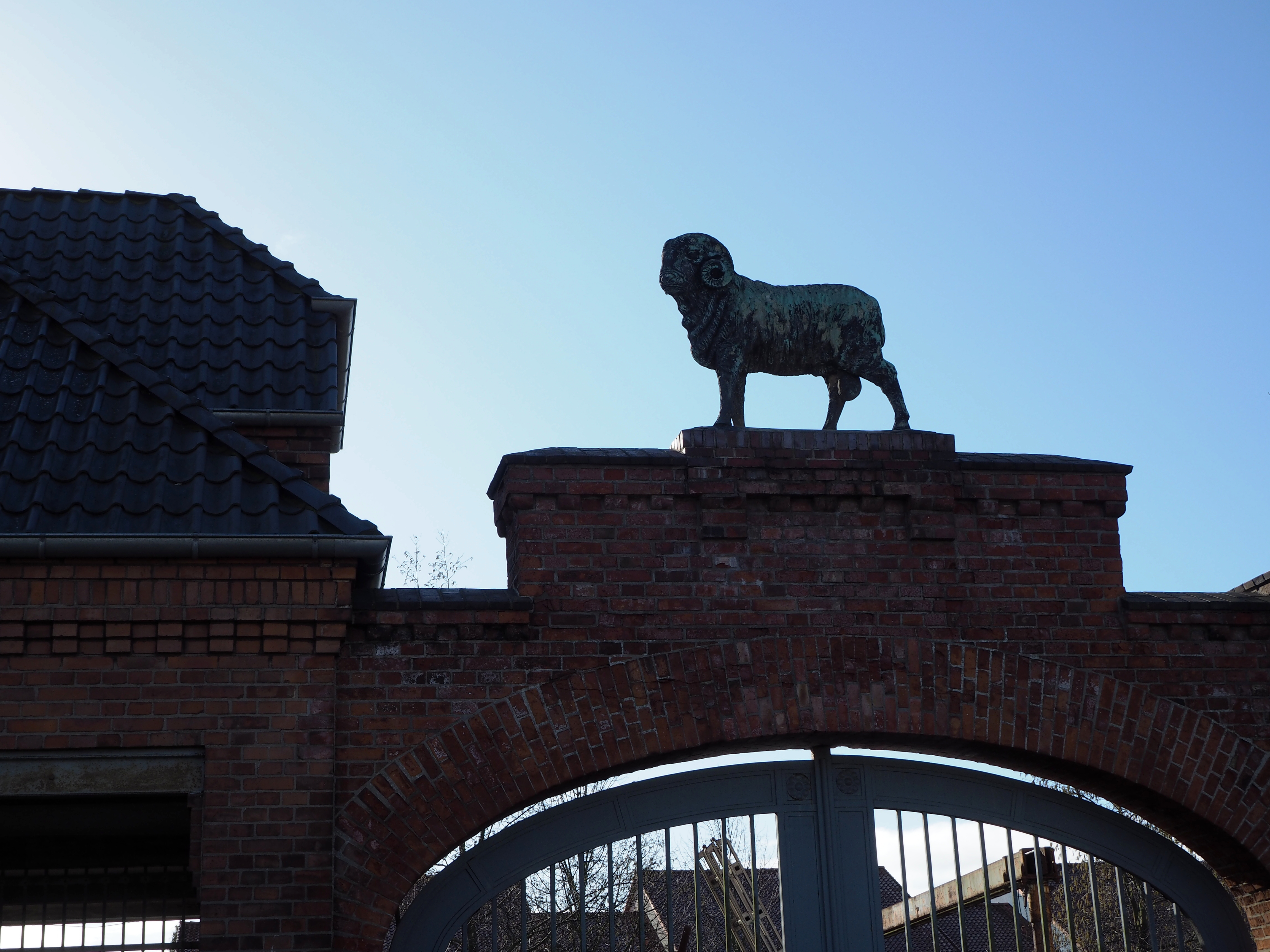
Widder-Portal beim Pförtnerhaus

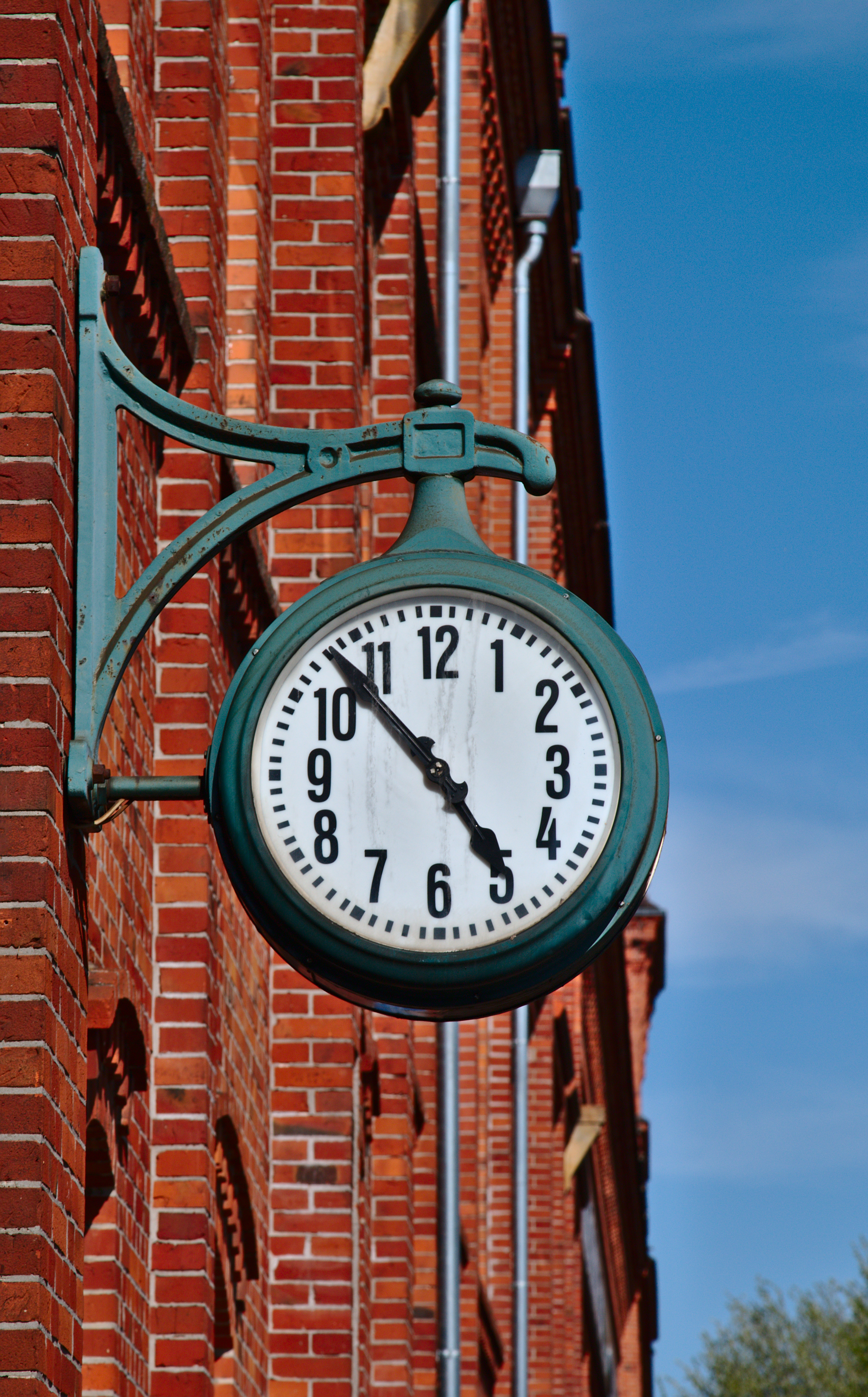
Uhr am Haupttor

Die Nordwolle war ein bedeutendes Unternehmen für die Verarbeitung von Wolle und Kammgarn, angesiedelt auf einem Areal von rund 25 Hektar Fläche zwischen dem Flüsschen Delme im Westen und Norden sowie den Bahngleisen im Süden. Die Zahl der Beschäftigten wuchs rapide an: 1887 waren es 900, um 1911 bereits 3000 Mitarbeiter und später bis zu 4500. Eine „Stadt in der Stadt“ entwickelte sich.
Das zweigeschossige verklinkerte Torhaus mit Walmdach und Anbau wurde um 1885 nach Plänen des Baumeisters Wilhelm Weyhe gebaut. Das ehemalige Nordtor dominiert durch das Widder-Portal, das deshalb auch „Schaftor“ genannt wurde. Die Zentraluhr beim Pförtner war verbunden mit dem Personalzeiterfassungssystem. Wer eine Minute zu spät seine Karte in die Stechuhr steckte, dem wurden eine Viertelstunde vom Lohn abgezogen.
Das Haus und das Freigelände wurden ab den 1990er Jahren auch durch ein Atelier mit Werkstatt des Bildhauers Jürgen Knapp genutzt.